# اعدام با فیل

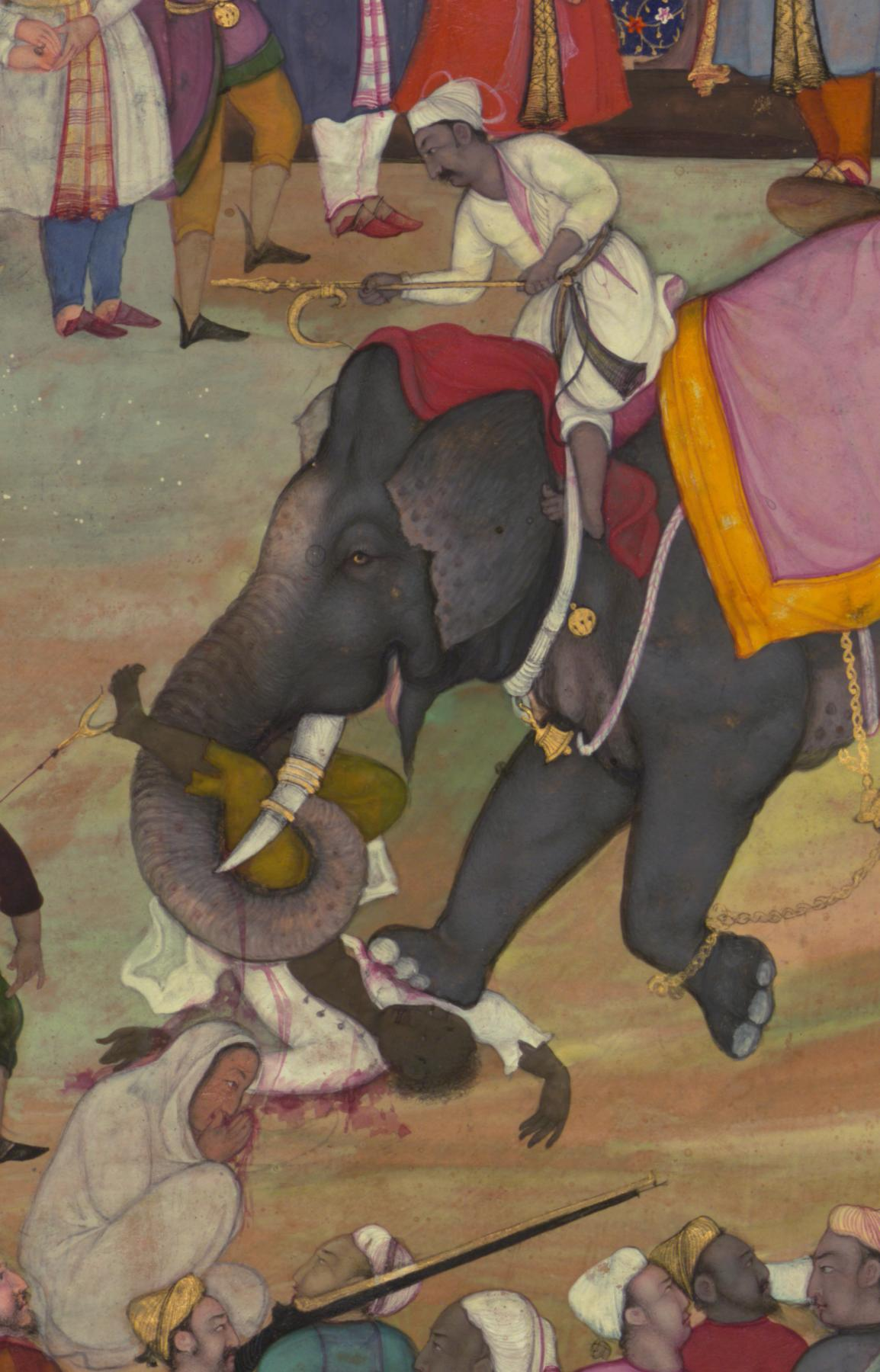

گسترهٔ این روش در جهان

اعدام با حیوانات عظیم‌الجثه (به انگلیسی: Execution by elephant) اعدام توسط فیل روش رایج مجازات اعدام در جنوب و شرق آسیا، به ویژه در هند بود، جایی که فیلهای آسیایی برای خرد کردن، تکه‌تکه شدن یا شکنجه اسرا در اعدام‌های عمومی استفاده می‌شدند. حیوانات آموزش دیده و همه‌کاره بودند، می‌توانستند قربانیان را فوراً بکشند یا در مدت طولانی به آرامی آنها را شکنجه کنند. فیل‌ها که بیشتر از طرف اعضای خانواده سلطنتی به کار می‌رفتند، برای نشان دادن قدرت مطلق حاکم و توانایی او در کنترل حیوانات وحشی مورد استفاده قرار می‌گرفتند.